# Schiavo che si ridesta
Lo Schiavo che si ridesta è una scultura marmorea (altezza 267 cm) di Michelangelo, databile al 1525-1530 circa e conservata nella Galleria dell'Accademia a Firenze. Fa parte della serie dei Prigioni "non-finiti" per la tomba di Giulio II.

## Storia
Pare che fin dal primo progetto per la tomba di Giulio II (1505) nel registro inferiore del mausoleo fossero previsti una serie di "Prigioni", cioè una serie di statue a grandezza superiore al naturale di figure incatenate in varie pose come prigionieri, appunto, da addossare ai pilastri che inquadravano nicchie e sormontati da erme. Accoppiati quindi ai lati di ciascuna nicchia (in cui era prevista una Vittoria alata) dovevano essere inizialmente sedici o venti, venendo via via ridotti nei progetti che si succedettero, a dodici (secondo progetto, 1513), otto (terzo progetto, 1516) e infine forse solo quattro (forse dal quarto o dal quinto progetto, 1526 e 1532), per poi essere definitivamente eliminati nel progetto definitivo del 1542.
I primi della serie, di cui si trovano tracce nel carteggio di Michelangelo, sono i due Prigioni di Parigi, detti dal XIX secolo "Schiavi": lo Schiavo morente e lo Schiavo ribelle. Essi vennero scolpiti a Roma verso il 1513.
I Prigioni fiorentini (Schiavo giovane, Schiavo barbuto, Atlante, Schiavo che si ridesta) invece potrebbero essere stati scolpiti nella seconda metà degli anni venti, mentre il maestro era impegnato a San Lorenzo a Firenze (ma gli storici hanno proposto datazioni che spaziano dal 1519 al 1534). Si sa che si trovavano nella bottega dell'artista in via Mozza ancora nel 1544, quando il nipote di Michelangelo, Leonardo Buonarroti, chiese il permesso di venderli (Michelangelo non mise più piede a Firenze dopo il 1534). Il permesso fu negato e solo nel 1564 essi vennero donati, col Genio della Vittoria, al granduca Cosimo I che poi li collocò ai quattro angoli della Grotta del Buontalenti, entro il 1591.
Da lì vennero rimossi nel 1908 per radunarli al corpus michelangiolesco che si andava formando nella Galleria fiorentina.
Per quanto riguarda la datazione Justi (e altri) proposero il 1519 sulla base di una lettera del 13 febbraio in cui Jacopo Salviati prometteva al cardinale Aginesis, erede di Giulio II, che lo scultore avrebbe eseguito quattro figure per la tomba entro l'estate di quell'anno; Wilde il 1523, riferendosi a un accenno del cardinale Giulio de' Medici (futuro Clemente VII) che li avrebbe visti prima di partire per Roma in tale data; infine de Tolnay li datò al 1530-1534, basandosi sullo stile, sui frequenti accenni a sculture incompiute per la tomba di papa Giulio nel carteggio del 1531-1532 e sulla scorta della menzione vasarina secondo cui vennero realizzate mentre l'artista preparava il cartone del Giudizio Universale.

## Descrizione e stile
Lo Schiavo che si ridesta è uno dei più famosi della serie, per la possente figura virile che emerge contorcendosi dal marmo. Il volto si percepisce appena, sbozzato nei lineamenti, mentre il torso è più finito, con l'abbozzo delle braccia e delle gambe, tra cui quella destra in particolare, piegata ad angolo, esce dal blocco con veemenza. C'è una rispondenza tra la posizione di questa gamba e quella del braccio dello stesso lato, che ritma il movimento. La composizione che ne scaturisce è tesa e dinamica, massimamente intonata a un senso di sforzo e angoscia.
Tutta la superficie è resa vibrante dalle tracce dei diversi scalpelli e raschietti usati nella scolpitura.
Proprio lo stato non-finito è all'origine della straordinaria energia (già notata dal Bocchi nel 1591), che coglie la figura in una sorta di atto primordiale nel liberarsi dal carcere della pietra grezza, un'epica lotta contro il caos. Il significato iconologico delle figure era probabilmente legato al motivo dei Captivi nell'arte romana, infatti Vasari li identificò come personificazioni delle province controllate da Giulio II; per il Condivi invece avrebbero simboleggiato le Arti rese "prigioniere" dopo la morte del pontefice. Altre letture sono state proposte di carattere filosofico-simbolico o legate alla vita personale dell'artista e i suoi "tormenti".